# Assassinat en 8 mil·límetres
Assassinat en 8 mil·límetres (títol original en anglès 8mm) és un thriller estatunidenc dirigit per Joel Schumacher, estrenat el 1999.

## Argument
La història relata les investigacions d'un investigador privat, Tom Welles, contractat per provar l'autenticitat d'un snuff movie trobat a la caixa forta d'un multimilionari recentment mort.

## Repartiment
- Nicolas Cage: Tom Welles
- Joaquin Phoenix: Max California
- James Gandolfini: Eddie Poole
- Peter Stormare: Dino Velvet
- Anthony Heald: Daniel Longdale
- Chris Bauer: 'Machine'
- Myra Carter: Sra. Christian
- Catherine Keener: Amy Welles
- Amy Morton: Janet Mathews

## Premis i nominacions
- 1999: Golden Trailer Awards
- 1999: Nominació a la Berlinale

## Al voltant de la pel·lícula
- Una continuació indirecta ha estat dirigida el 2005: 8mm 2
- La música de la pel·lícula és de Tura Satana (Sick With It) i Aphex Twin (Come To Daddy)